# Estação Senhor de Matosinhos
A Estação Senhor de Matosinhos é parte do Metro do Porto. Localizada em frente ao Porto de Leixões e ao Rio Leça, bem perto da Estação Ferróviaria de Leixões, na Linha de Leixões.